# Смоленский Вестник
Смоленский Вестник — общественно-литературная газета, издававшаяся в Смоленске с 1878 года; срок выхода сперва 2 раза, затем 3, потом 6 раз в неделю с дополнительными выпусками и литературными приложениями.. Издатели-редакторы — И. В. Хотьковский, А. И. Елишев, В. В. Гулевич; в начале 1890-х годов издателем был Л. А. Черевин, редактором Н. П. Лесси; после издание принадлежало Ю. П. Азанчевской и редактировалось В. В. Гулевичем.
В газете публиковался Александр Беляев. Первые публикации Александра Беляева появились в 1906 году. Это были репортажи о театральных и музыкальных премьерах, критические заметки, очерки общественно-литературной жизни, которые выходили под псевдонимом «- В-la-f -» или подписью «Б.». С 1910 по 1913 года Беляев — штатный сотрудник газеты, для которой он писал театральные рецензии и путевые очерки о поездках по Европе. В 1913—1915 годах Беляев работал секретарем редакции газеты). В Смоленске на здании, где располагалась редакция газеты «Смоленский вестник» была установлена мемориальная доска в честь писателя.